# Flore en Laponie

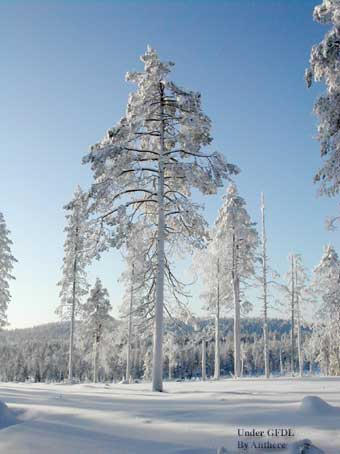
L'hiver dans la taïga lapone.

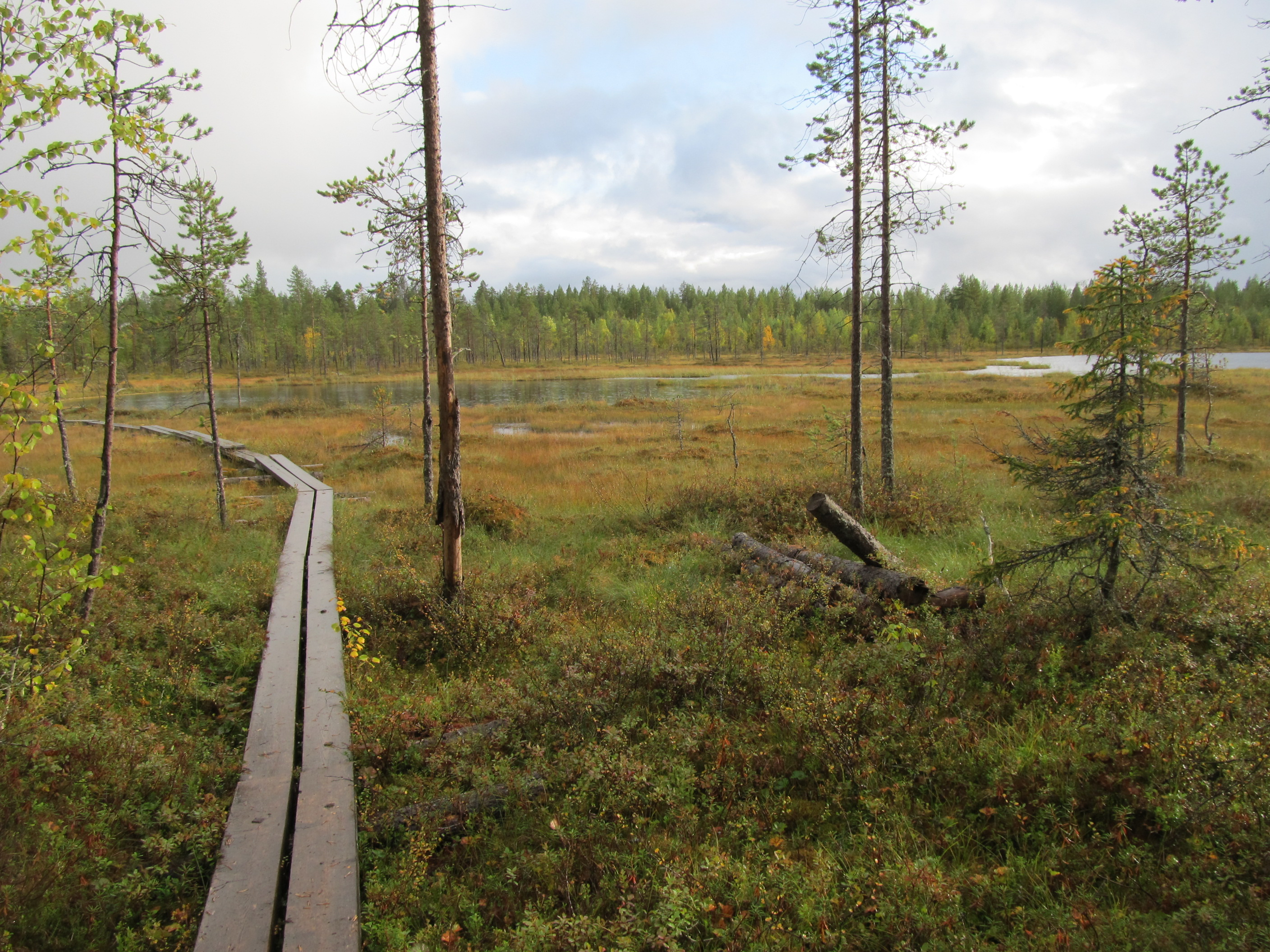
Une passerelle au-dessus d'une tourbière d'aapa en Finlande.

Le nord de la Laponie est le domaine de la toundra, caractérisée par une couverture végétale basse, clairsemée et rabougrie, composée de lichens, de mousses, de fougères et d’arbustes nains (en particulier saule arctique Salix arctica, genévrier, bouleau nain Betula nana et pin sylvestre le plus souvent rabougri). La saison végétative est courte, en raison de la brièveté de l’été.
Parmi les espèces végétales, on trouve la ronce petit-mûrier Rubus chamaemorus (appelée en finnois lakka).
Les forêts de conifères sont dominées par le pin sylvestre et l'épicéa.

#### Botanistes
- Lars Levi Læstadius
- Matthias Numsen Blytt, Axel Gudbrand Blytt
- Rolf Nordhagen
- Ove Dahl
- Thekla Resvoll
- Jens Holmboe